# Zahia Ziouani

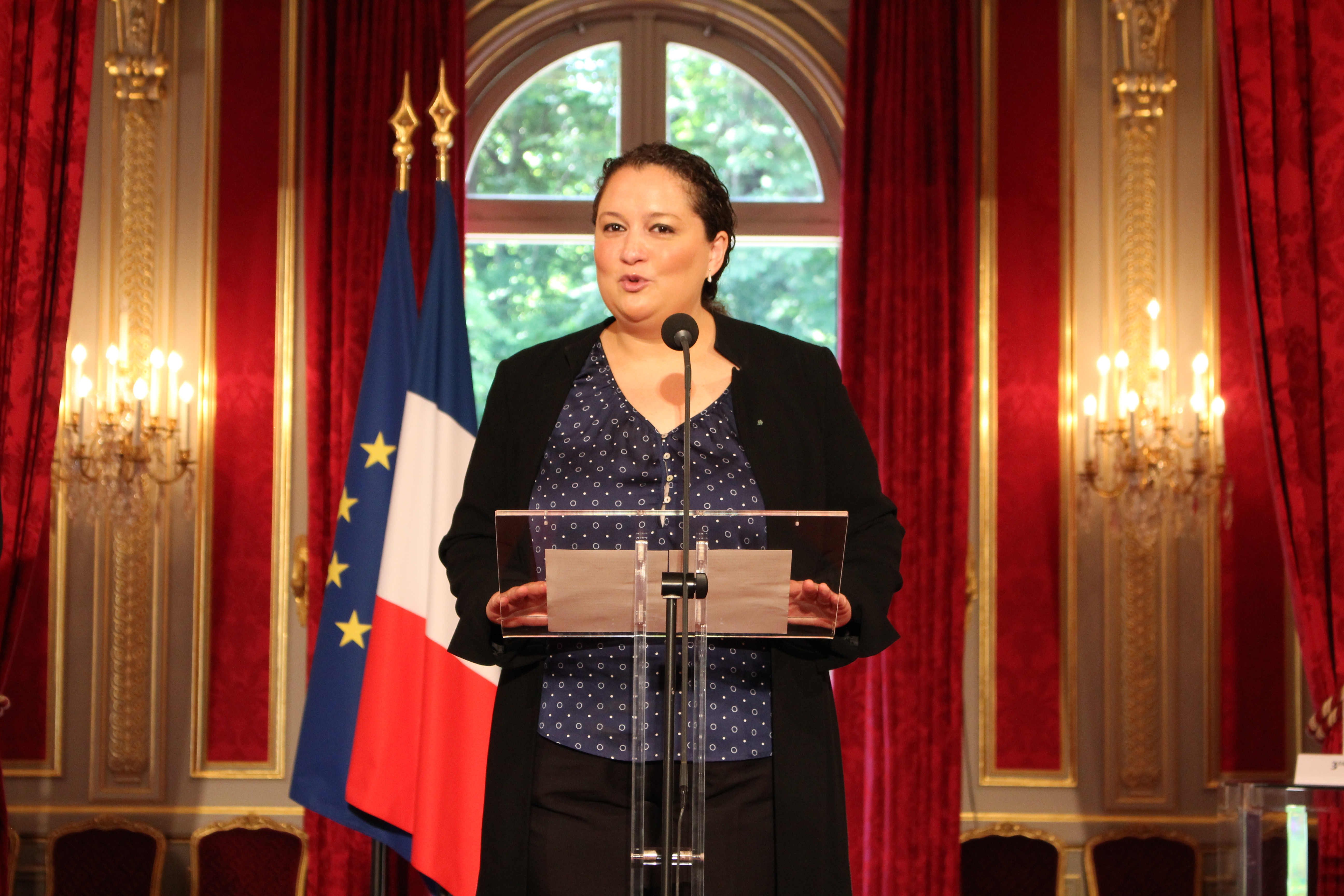
Zahia Ziouani, kündigt die Prix de l’Audace artistique et culturelle 2014 an, Palais de l’Élysée, Paris

Zahia Ziouani (* 27. Juni 1978 in Paris) ist eine französische Dirigentin.

## Leben

### Jugend und Ausbildung
Zahia Ziouani wurde als Tochter algerischer Eltern geboren. Ihre Zwillingsschwester, Fettouma Ziouani, ist Cellistin. 1981 zog ihre Familie nach Pantin, wo sie bis heute lebt. Mit 8 Jahren leitete sie den Schulchor und nahm Gitarrenunterricht am Konservatorium. Mit 12 Jahren lernte sie Bratsche und trat dem Schülerorchester bei, später wollte sie professionelle Dirigentin werden. Sie studierte Musikanalyse, Instrumentierung, Orchestrierung und Musikwissenschaft an der Universität Paris-Sorbonne und gewann mehrere Konservatoriumspreise (Viola, klassische Gitarre, Kammermusik). Zahia Ziouani studierte Dirigieren bei Sergiu Celibidache.

### Musikalische Karriere
Sie gründete 1998 das von ihr geleitete Symphonieorchester Divertimento, das 70 Musiker aus der Region Île-de-France vereint, und ist dessen musikalische Leiterin. Im Jahr 2007 wurde sie zur ersten Gastdirigentin des algerischen Nationalorchesters im Rahmen der Veranstaltung „Algier, Hauptstadt der arabischen Kultur“ ernannt. Sie ist außerdem assoziierte Dirigentin des Instrumentalensembles Densités 93.
Zahia Ziouani trat in zahlreichen Konzerten mit renommierten Solisten (Raphaël Pidoux, Jean-Marc Phillips-Varjabédian, Tedi Papavrami, Xavier Phillips, Deborah Nemtanu, Sophie Koch, Ferruccio Furlanetto, Patrick Messina, Michel Moraguès, Adam Laloum, Shani Diluka, Raphaël Didjaman u. a.) in internationalen Konzertsälen wie Cité de la musique, Salle Pleyel, Olympia, Kathedrale von Saint-Denis, Algerisches Nationaltheater, Palais Stéphanie Cannes auf. Von 2010 bis 2013 leitete sie das Nationalorchester Pays de la Loire, die Nationalphilharmonie von Bosnien und Herzegowina, das Regionalorchesters Cannes-Provence-Alpes-Côte d’Azur, die Jugendphilharmonie der Arabischen Gemeinschaft, das Kairoer Symphonieorchester, das Tunesische Symphonieorchester und weitere Orchester in Polen, Algerien und Mexiko. 2013 wurde sie als Leiterin des Symphonieorchesters Divertimento eingeladen, im Rahmen der internationalen Veranstaltung Marseille-Provence 2013 Kulturhauptstadt Europas im Grand Théâtre de Provence und an zahlreichen Orten in der Region Provence-Alpes-Côte d’Azur aufzutreten.
Zahia Ziouani engagiert sich für den Zugang aller Bevölkerungsgruppen zur Kultur. Sie widmet sich Aktionen und Projekten, die das Publikum für die Förderung der klassischen Vokal- und Instrumentalmusik sensibilisieren. Sie ist an der künstlerischen und pädagogischen Leitung des Projekts DEMOS (Dispositif d’éducation musicale à vocation sociale) beteiligt.
Sie trat bei Festivals in Russland, Spanien, Deutschland, der Tschechischen Republik, Polen, Belgien und Algerien auf. Sie leitete die Musik- und Tanzschule in Stains (Département Seine-Saint-Denis).
Im Juli 2010 wurde sie zum Mitglied des Orientierungsrats des Museums Cité nationale de l’histoire de l’immigration ernannt.

## Auszeichnungen
- Sie wurde zuerst zur Ritterin (6. Dezember 2008), dann zur Offizierin des Ordre national du Mérite ernannt (Erlass vom 18. November 2017).[7]
- Offizierin des Ordre des Arts et des Lettres (Erlass vom 16. Januar 2014).[8]
- Preisträgerin Femme d’influence 2014 in der Kategorie „Coup de cœur“.[9]
- Preisträgerin Trophées de la réussite au féminin 2006[10]

## Filme
2010 drehte Valérie Brégaint den Dokumentarfilm Zahia Ziouani, une chef d’orchestre entre Paris et Alger, der in Zusammenarbeit mit Arte France produziert und über France 2 ausgestrahlt wurde.
2016 erschien eine weitere Filmdokumentation unter dem Titel Zahia Ziouani: Allegro dans le 93, Regie Marc Mopty, die von France Télévisions produziert wurde.
2022 drehte die französische Regisseurin Marie-Castille Mention-Schaar eine Filmbiografie mit dem Titel Divertimento – Ein Orchester für alle über Zahia Ziouani mit Oulaya Amamra in der Hauptrolle. Vorpremiere des Films war am 25. August 2022 auf dem Festival du film francophone d’Angoulême in der Reihe Les cinés & concerts mit anschließendem Konzert des Orchesters Divertimento unter Leitung von Zahia Ziouani. Kinostart in Frankreich war im Januar, in Deutschland im Juni 2023.

## Veröffentlichungen
- Zahia Ziouani und Bénédicte des Mazery: La Chef d’orchestre. Paris, Carrière, 2010.  ISBN 978-2-84337-567-5
- Zahia Ziouani: D’une rive à l’autre. Paris, Aux reflets du temps, 2015. ISBN 978-2-916237-32-9